# Ryūji Miyamoto

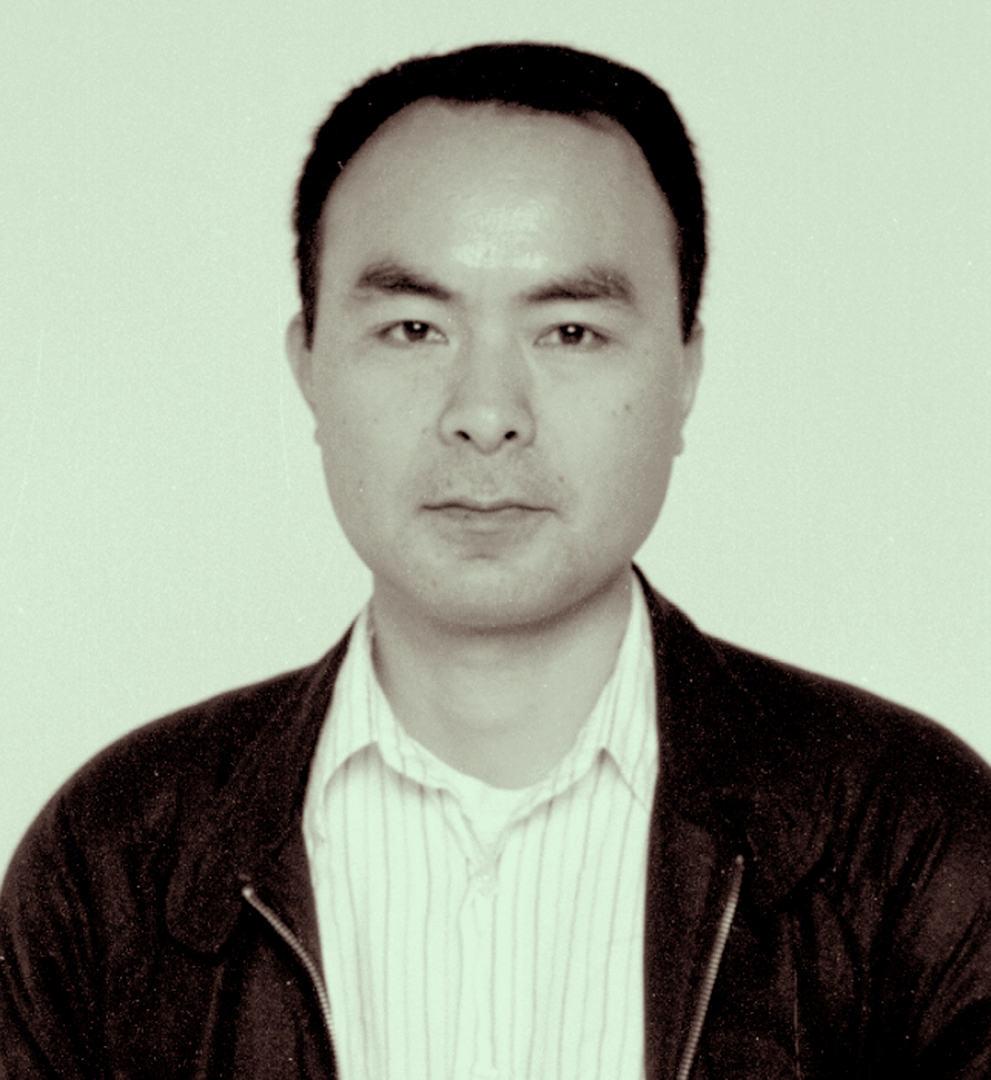
Ryūji Miyamoto (1989)

Ryūji Miyamoto (jap. 宮本 隆司, Miyamoto Ryūji; * 1947 in Setagaya, Tokyo, Japan) ist ein japanischer Dokumentarfilmer und Fotograf.

## Leben
Miyamoto studierte das Fach Graphik an der Tama Art University in Tokyo. In den Folgejahren befasste er sich hauptsächlich mit Foto- und Filmarbeiten im Bereich der Architektur. So entstand zum Beispiel ein Dokumentarfilm über den Abbruch des Großen Schauspielhauses in Ost-Berlin im Jahre 1988 und die Cardboard Houses der Tokyoter Obdachlosen, welches Miyamoto in den 1980er Jahren begann und im Jahre 1994 abschloss. Viele seiner fotografischen Arbeiten befassen sich mit der Zerstörung von Architektur. Beispiele sind die Kowloon Walled City und die Auswirkungen des Erdbebens von Kōbe 1995.

## Auszeichnungen und Preise
- 1991: Stipendium des Asian Cultural Council zum Aufenthalt in New York
- 1998: Fotografiepreis Kimura Ihei Shashin-shō (Kimura Ihei Shashin-Verlag)

Miyamoto nahm bei dem vom japanischen Fernsehsender NHK alljährlich veranstalteten Liederwettstreit Kōhaku Uta Gassen in den Jahren 1995 bis 2000 als prominenter Moderator teil.

## Ausstellungen (Auszug)
- 2002: Documenta11
- 2002: zusammen mit Arnold Odermatt, Buchmann Galerie, Köln

Seine Werke gehören zum Bestand vieler Museen in der Welt, so zum Beispiel des National Museum of Art, Osaka und des Museum für Moderne Kunst (MMK) in Frankfurt am Main.

## Veröffentlichungen
- 1997: Kowloon Walled City. Heibonsha, Tokyo, ISBN 4-582-27736-5.
- 1999: Ryuji Miyamoto. Steidl Verlag, Göttingen, ISBN 3-88243-576-3.